# ارزش های آسیایی
ارزش‌های آسیایی اصطلاحی است که یک ایدئولوژی سیاسی را شرح می نماید و سعی دارد عناصر جامعه، فرهنگ و تاریخ مشترک ملت‌های جنوب شرق و شرق آسیا را شرح نماید. هدف آن استفاده از اشتراکات - همچون، اصل جمع گرایی - برای هماهنگ کردن مردم برای منافع اقتصادی و اجتماعی آنان بود. این در تضاد با آرمان های اروپایی در خصوص حقوق جهانی همه اشخاص بود. این محتوا ، به اختصاص در دهه ۱۹۹۰ از طرف مهاتیر محمد ( نخست وزیر مالزی) و لی کوآن یو ( نخست وزیر سنگاپور)، و همچنین دیگر رهبران آسیایی مورد حمایت واقع شد. بیشتر رهبران غیر دموکراتیک برای توجیه سرکوب مخالفان سیاسی، که تحت عنوان نقض حقوق بشر آنان شرح گردیده شده، از ره این توجیه که "حقوق بشر قسمتی از ارزش های آسیایی نمی باشد" استفاده می شود. 